# Medaliści Letnich Igrzysk Olimpijskich 1900
Medaliści Letnich Igrzysk Olimpijskich 1900 – na Letnich Igrzyskach Olimpijskich w 1900 roku w Paryżu zawodnicy konkurowali w 20 dyscyplinach (89 konkurencji).
Rozdano 268 medali, w tym 90 złotych, 90 srebrnych i 88 brązowych.

## Medaliści według dyscyplin
| Konkurencja | Złoto | Srebro | Brąz | Źródło        |
| Basque pelota | Basque pelota | Basque pelota | Basque pelota | Basque pelota |
| --- | --- | --- | --- | ------------- |
| Zespół dwuosobowy | Hiszpania (ESP) · José de Amézola · Francisco Villota | Francja (FRA) · Maurice Durquetty · Etchegaray | – | [ 1 ]         |
| Gimnastyka | | | |               |
| Wielobój indywidualny mężczyzn | Gustave Sandras (FRA) | Noël Bas (FRA) | Lucien Démanet (FRA) | [ 2 ]         |
| Golf | | | |               |
| Mężczyźni indywidualnie | Charles Sands (USA) | Walter Rutherford (GBR) | David Robertson (GBR) | [ 3 ]         |
| Kobiety indywidualnie | Margaret Abbott (USA) | Polly Whittier (USA) | Daria Pratt (USA) | [ 4 ]         |
| Jeździectwo | | | |               |
| Konkurs skoków | Aimé Haegeman (BEL) | Georges Van Der Poële (BEL) | Louis de Champsavin (FRA) | [ 5 ]         |
| Skok wzwyż | Dominique Gardères (FRA) Giovanni Giorgio Trissino (ITA) | – | Georges Van Der Poële (BEL) | [ 6 ]         |
| Skok w dal | Constant Van Langendonck (BEL) | Giovanni Giorgio Trissino (ITA) | Camille de La Forgue de Bellegarde (FRA) | [ 7 ]         |
| Kolarstwo | | | |               |
| Sprint mężczyzn | Albert Taillandier (FRA) | Fernand Sanz (FRA) | John Henry Lake (USA) | [ 8 ]         |
| 25 km mężczyzn | Louis Bastien (FRA) | Lloyd Hildebrand (FRA) | Auguste Daumain (FRA) | [ 9 ]         |
| Wyścig punktowy mężczyzn | Enrico Brusoni (ITA) | Karl Duill (GER) | Louis Trousselier (FRA) | [ 10 ]        |
| Krokiet | | | |               |
| Gra pojedyncza, jedna piłka | Gaston Aumoitte (FRA) | Georges Johin (FRA) | Chrétien Waydelich (FRA) | [ 11 ]        |
| Gra pojedyncza, dwie piłki | Chrétien Waydelich (FRA) | Maurice Vignerot (FRA) | Jacques Sautereau (FRA) | [ 12 ]        |
| Gra podwójna | Francja (FRA) · Gaston Aumoitte · Georges Johin | – | – | [ 13 ]        |
| Krykiet | | | |               |
| Turniej mężczyzn | Devon and Somerset Wanderers (GBR) Charles B. K. Beachcroft Arthur Birkett Alfred Bowerman George Buckley Francis Burchell Frederick Christian Harry Corner Frederick Cuming William Donne Alfred Powlesland John Symes Montagu Toller                                            | USFSA (FRA) William Anderson William Attrill J. Braid W. Browning Robert Horne Timothée Jordan Arthur MacEvoy Douglas Robinson F. Rogues A. J. Schneidau Henry Terry Philip Tomalin | – | [ 14 ]        |
| Lekkoatletyka | | | |               |
| Bieg na 60 m | Alvin Kraenzlein (USA) | Walter Tewksbury (USA) | Stanley Rowley (AUS) | [ 15 ]        |
| Bieg na 100 m | Frank Jarvis (USA) | Walter Tewksbury (USA) | Stanley Rowley (AUS) | [ 16 ]        |
| Bieg na 200 m | Walter Tewksbury (USA) | Norman Pritchard (IND) | Stanley Rowley (AUS) | [ 17 ]        |
| Bieg na 400 m | Maxey Long (USA) | William Holland (USA) | Ernst Schultz (DEN) | [ 18 ]        |
| Bieg na 800 m | Alfred Tysoe (GBR) | John Cregan (USA) | David Hall (USA) | [ 19 ]        |
| Bieg na 1500 m | Charles Bennett (GBR) | Henri Deloge (FRA) | John Bray (USA) | [ 20 ]        |
| Bieg na 110 m przez płotki | Alvin Kraenzlein (USA) | John McLean (USA) | Frederick Moloney (USA) | [ 21 ]        |
| Bieg na 200 m przez płotki | Alvin Kraenzlein (USA) | Norman Pritchard (IND) | Walter Tewksbury (USA) | [ 22 ]        |
| Bieg na 400 m przez płotki | Walter Tewksbury (USA) | Henri Tauzin (FRA) | George Orton (CAN) | [ 23 ]        |
| Bieg na 2500 m z przeszkodami | George Orton (CAN) | Sidney Robinson (GBR) | Jean Chastanié (FRA) | [ 24 ]        |
| Bieg na 4000 m z przeszkodami | John Rimmer (GBR) | Charles Bennett (GBR) | Sidney Robinson (GBR) | [ 25 ]        |
| Bieg na 5000 m drużynowo | Drużyna mieszana (ZZX) · Charles Bennett (GBR) · John Rimmer (GBR) · Sidney Robinson (GBR) · Stanley Rowley (AUS) · Alfred Tysoe (GBR) | Francja (FRA) · Henri Deloge · Jean Chastanié · Paul Castanet · Albert Champoudry · Gaston Ragueneau | – | [ 26 ]        |
| Maraton | Michel Théato (FRA) | Émile Champion (FRA) | Ernst Fast (SWE) | [ 27 ]        |
| Pchnięcie kulą | Richard Sheldon (USA) | Josiah McCracken (USA) | Robert Garrett (USA) | [ 28 ]        |
| Rzut dyskiem | Rudolf Bauer (HUN) | František Janda-Suk (BOH) | Richard Sheldon (USA) | [ 29 ]        |
| Skok o tyczce | Irving Baxter (USA) | Meredith Colket (USA) | Carl-Albert Andersen (NOR) | [ 30 ]        |
| Skok w dal | Alvin Kraenzlein (USA) | Myer Prinstein (USA) | Patrick Leahy (GBR) | [ 31 ]        |
| Skok w dal z miejsca | Ray Ewry (USA) | Irving Baxter (USA) | Émile Torcheboeuf (FRA) | [ 32 ]        |
| Skok wzwyż | Irving Baxter (USA) | Patrick Leahy (GBR) | Lajos Gönczy (HUN) | [ 33 ]        |
| Skok wzwyż z miejsca | Ray Ewry (USA) | Irving Baxter (USA) | Lewis Sheldon (USA) | [ 34 ]        |
| Trójskok | Myer Prinstein (USA) | James Connolly (USA) | Lewis Sheldon (USA) | [ 35 ]        |
| Trójskok z miejsca | Ray Ewry (USA) | Irving Baxter (USA) | Robert Garrett (USA) | [ 36 ]        |
| Rzut młotem | John Flanagan (USA) | Truxtun Hare (USA) | Josiah McCracken (USA) | [ 37 ]        |
| Łucznictwo | | | |               |
| Au chapelet (33 m) | Hubert Van Innis (BEL) | Victor Thibaud (FRA) | Charles Frédéric Petit (FRA) | [ 38 ]        |
| Au chapelet (50 m) | Eugène Mougin (FRA) | Henri Helle (FRA) | Émile Mercier (FRA) | [ 39 ]        |
| Au cordon doré (33 m) | Hubert Van Innis (BEL) | Victor Thibaud (FRA) | Charles Frédéric Petit (FRA) | [ 40 ]        |
| Au cordon doré (50 m) | Henri Hérouin (FRA) | Hubert Van Innis (BEL) | Émile Fisseux (FRA) | [ 41 ]        |
| Sur la perche à la herse | Emmanuel Foulon (BEL) | Emile Druart (BEL) Auguste Serrurier (FRA) | – | [ 42 ]        |
| Sur la perche à la pyramide | Émile Grumiaux (FRA) | Auguste Serrurier (FRA) | Louis Glineux (BEL) | [ 43 ]        |
| Piłka nożna | | | |               |
| Turniej mężczyzn | Upton Park F.C. (GBR) Claude Buckenham Tom Burridge Alfred Chalk William Gosling Henry Haslam James Jones John Nicholas William Quash Frederick Spackman Richard Turner Jack Zealley                                                                                              | USFSA XI (FRA) Pierre Allemane Louis Bach Alfred Bloch Fernand Canelle R. Duparc Eugène Fraysse Virgile Gaillard Georges Garnier René Grandjean Lucien Huteau Marcel Lambert Maurice Macaire Gaston Peltier | Université Libre de Bruxelles (BEL) Albert Delbecque Hendrik van Heuckelum Camille Van Hoorden Raul Kelecom Marcel Leboutte Lucien Londot Ernest Moreau de Melen Eugène Neefs Georges Pelgrims Alphonse Renier Émile Spannoghe Eric Thornton                                         | [ 44 ] [ 45 ] |
| Piłka wodna | | | |               |
| Turniej mężczyzn | Osborne Swimming Club (GBR) Thomas Coe Robert Crawshaw William Henry John Arthur Jarvis Peter Kemp Victor Lindberg Frederick Stapleton | Club de natation de Bruxelles (BEL) Jean de Backer Victor de Behr Henri Cohen Fernand Feyaerts Oscar Grégoire Albert Michant Georges Romas Guillaume Séron Victor Sonnemans A.R. Upton | Libellule de Paris (FRA) Thomas Burgess Jules Clévenot Alphonse Decuyper Louis Laufray Henri Peslier Auguste Pesloy Paul Vasseur Pupilles de Neptune de Lille II (FRA) Auguste Camelin Eugène Coulon Fardelle Antoine Fiolet Pierre Gellé Louis Marc Louis Martin Désiré Mérchez     | [ 46 ] [ 47 ] |
| Pływanie | | | |               |
| 200 m stylem dowolnym | Frederick Lane (AUS) | Zoltán Halmay (HUN) | Karl Ruberl (AUT) | [ 48 ]        |
| 1000 m stylem dowolnym | John Arthur Jarvis (GBR) | Otto Wahle (AUT) | Zoltán Halmay (HUN) | [ 49 ]        |
| 4000 m stylem dowolnym | John Arthur Jarvis (GBR) | Zoltán Halmay (HUN) | Louis Martin (FRA) | [ 50 ]        |
| 200 m stylem grzbietowym | Ernst Hoppenberg (GER) | Karl Ruberl (AUT) | Johannes Drost (NED) | [ 51 ]        |
| 200 m drużynowo | Deutscher Schwimm Verband Berlin (GER) Ernst Hoppenberg Max Hainle Gustav Lexau Ernst Lührsen Herbert von Petersdorff | Tritons Lillois (FRA) Maurice Hochepied Victor Hochepied Joseph Bertrand Jules Verbecke Victor osephCadet | Pupilles de Neptune de Lille (FRA) René Tartara Louis Martin Désiré Mérchez Georges Leuillieux Philippe Houben | [ 52 ]        |
| 200 m z przeszkodami | Frederick Lane (AUS) | Otto Wahle (AUT) | Peter Kemp (GBR) | [ 53 ]        |
| Pływanie podwodne | Charles Devendeville (FRA) | André Six (FRA) | Peder Lykkeberg (DEN) | [ 54 ]        |
| Polo | | | |               |
| Turniej mężczyzn | Foxhunters Hurlingham (ZZX) John Beresford (GBR) Denis St. George Daly (GBR) Foxhall Parker Keene (USA) Frank MacKey (USA) Alfred Rawlinson (GBR) | BLO Polo Club Rugby (ZZX) Walter Buckmaster (GBR) Frederick Freake (GBR) Jean de Madre (GBR) Walter McCreery (USA) | Bagatelle Polo Club de Paris (ZZX) · Robert Fournier-Sarlovèze (FRA) · Frederick Agnew Gill (GBR) · Maurice Raoul-Duval (FRA) · Édouard Alphonse James de Rothschild (FRA) · Meksyk (MEX) · Eustaquio de Escandón · Manuel de Escandón · Pablo de Escandón · Guillermo Hayden Wright | [ 55 ] [ 47 ] |
| Przeciąganie liny | | | |               |
| Turniej mężczyzn | Drużyna mieszana (ZZX) · Edgar Aabye (DEN) · August Nilsson (SWE) · Eugen Schmidt (DEN) · Gustaf Söderström (SWE) · Karl Staaf (SWE) · Charles Winckler (DEN) | Francja (FRA) · Raymond Basset · Jean Collas · Charles Gondouin · Joseph Roffo · Émile Sarrade · Francis Henriquez de Zubiría | – | [ 56 ]        |
| Rugby union | | | |               |
| Turniej mężczyzn | USFSA (FRA) Vladimir Aïtoff A. Albert Léon Binoche Jean Collas Jean-Guy Gautier Auguste Giroux Charles Gondouin Constantin Henriquez Jean Hervé Victor Lardanchet Hubert Lefèbvre Joseph Olivier Alexandre Pharamond Frantz Reichel André Rischmann André Roosevelt Émile Sarrade | SC 1880 Frankfurt (GER) Albert Amrhein Hugo Betting Jacob Herrmann Willy Hofmeister Hermann Kreuzer Arnold Landvoigt Hans Latscha Erich Ludwig Richard Ludwig Fritz Müller Eduard Poppe Heinrich Reitz August Schmierer Adolf Stockhausen Georg Wenderoth Moseley Wanderers Frank Bayliss John Henry Birtles James Cantion Arthur Darby Clement Deykin L. Hood M.L. Logan Herbert Loveitt Herbert Nicol Valentine Smith M.W. Talbot Joseph Wallis Claude Whittindale Raymond Whittindale Francis Henry Wilson | – | [ 57 ]        |
| Strzelectwo | | | |               |
| Karabin dowolny klęcząc, 300 m | Konrad Stäheli (SUI) | Emil Kellenberger (SUI) Anders Peter Nielsen (DEN) | – | [ 58 ]        |
| Karabin dowolny leżąc, 300 m | Achille Paroche (FRA) | Anders Peter Nielsen (DEN) | Ole Østmo (NOR) | [ 59 ]        |
| Karabin dowolny stojąc, 300 m | Lars Jørgen Madsen (DEN) | Ole Østmo (NOR) | Charles Paumier du Vergier (BEL) | [ 60 ]        |
| Karabin dowolny, trzy postawy, 300 m | Emil Kellenberger (SUI) | Anders Peter Nielsen (DEN) | Paul Van Asbroeck (BEL) Ole Østmo (NOR) | [ 61 ]        |
| Karabin dowolny, trzy postawy, 300 m, drużynowo | Szwajcaria (SUI) · Franz Böckli · Alfred Grütter · Emil Kellenberger · Louis Richardet · Konrad Stäheli | Norwegia (NOR) · Olaf Frydenlund · Hellmer Hermandsen · Ole Østmo · Ole Sæther · Tom Seeberg | Francja (FRA) · Auguste Cavadini · Maurice Lecoq · Léon Moreaux · Achille Paroche · René Thomas | [ 62 ]        |
| Pistolet dowolny, 50 m | Karl Röderer (SUI) | Achille Paroche (FRA) | Konrad Stäheli (SUI) | [ 63 ]        |
| Pistolet dowolny, 50 m, drużynowo | Szwajcaria (SUI) · Friedrich Lüthi · Paul Probst · Louis Richardet · Karl Röderer · Konrad Stäheli | Francja (FRA) · Louis Dutfoy · Maurice Lecoq · Léon Moreaux · Achille Paroche · Trinité | Holandia (NED) · Solko van den Bergh · Antonius Bouwens · Dirk Boest Gips · Henrik Sillem · Anthony Sweijs | [ 64 ]        |
| Pistolet szybkostrzelny, 25 m | Maurice Larrouy (FRA) | Léon Moreaux (FRA) | Eugène Balme (FRA) | [ 65 ]        |
| Trap | Roger de Barbarin (FRA) | René Guyot (FRA) | Justinien de Clary (FRA) | [ 66 ]        |
| Szermierka | | | |               |
| Floret amatorów | Émile Coste (FRA) | Henri Masson (FRA) | Marcel Boulenger (FRA) | [ 67 ]        |
| Floret zawodowców | Lucien Mérignac (FRA) | Alphonse Kirchhoffer (FRA) | Jean-Baptiste Mimiague (FRA) | [ 68 ]        |
| Szpada amatorów | Ramón Fonst (CUB) | Louis Perrée (FRA) | Léon Sée (FRA) | [ 69 ]        |
| Szpada zawodowców | Albert Ayat (FRA) | Gilbert Bougnol (FRA) | Henri Laurent (FRA) | [ 70 ]        |
| Szpada amatorów i zawodowców | Albert Ayat (FRA) | Ramón Fonst (CUB) | Léon Sée (FRA) | [ 71 ]        |
| Szabla amatorów | Georges de la Falaise (FRA) | Léon Thiébaut (FRA) | Siegfried Flesch (AUT) | [ 72 ]        |
| Szabla zawodowców | Antonio Conte (ITA) | Italo Santelli (ITA) | Milan Neralić (AUT) | [ 73 ]        |
| Tenis ziemny | | | |               |
| Gra pojedyncza mężczyzn | Lawrence Doherty (GBR) | Harold Mahony (GBR) | Reginald Doherty (GBR) Arthur Norris (GBR) | [ 74 ]        |
| Gra pojedyncza kobiet | Charlotte Cooper (GBR) | Hélène Prévost (FRA) | Marion Jones Farquhar (USA) Hedwiga Rosenbaumová (BOH) | [ 75 ]        |
| Gra podwójna mężczyzn | Wielka Brytania (GBR) · Lawrence Doherty · Reginald Doherty | Drużyna mieszana (ZZX) · Max Décugis (FRA) · Basil Spalding de Garmendia (USA) | Wielka Brytania (GBR) · Harold Mahony · Arthur Norris · Francja (FRA) · André Prévost · Georges de la Chapelle | [ 76 ]        |
| Gra mieszana | Wielka Brytania (GBR) · Charlotte Cooper · Reginald Doherty | Drużyna mieszana (ZZX) · Hélène Prévost (FRA) · Harold Mahony (GBR) | Drużyna mieszana (ZZX) · Marion Jones Farquhar (USA) · Lawrence Doherty (GBR) · Drużyna mieszana (ZZX) · Hedwiga Rosenbaumová (BOH) · Archibald Warden (GBR) | [ 77 ]        |
| Wioślarstwo | | | |               |
| Jedynka | Hermann Barrelet (FRA) | André Gaudin (FRA) | George Saint Ashe (GBR) | [ 78 ]        |
| Dwójka ze sternikiem | Minerva Amsterdam (ZZX) François Brandt (NED) Roelof Klein (NED) Hermanus Brockmann (NED) nieznany sternik (FRA) | Société Nautique de la Marne (FRA) Lucien Martinet René Waleff nieznany sternik | Rowing Club Castillon (FRA) Carlos Deltour Antoine Védrenne Paoli | [ 79 ]        |
| Czwórka ze sternikiem | Cercle de l'Aviron Roubaix (FRA) Henri Bouckaert Jean Cau Emile Delchambre Henri Hazebroucq Charlot | Club Nautique de Lyon (FRA) Georges Lumpp Charles Perrin Daniel Soubeyran Émile Wegelin nieznany sternik | Favorite Hammonia (GER) Wilhelm Carstens Julius Körner Adolf Möller Hugo Rüster Gustav-Adolf Moths Max Ammermann | [ 80 ]        |
| Czwórka ze sternikiem | Germania Ruder Club, Hamburg (GER) Gustav Goßler Oskar Goßler Walter Katzenstein Waldemar Tietgens Carl Goßler | Minerva Amsterdam (NED) Coenraad Hiebendaal Geert Lotsij Paul Lotsij Johannes Terwogt Hermanus Brockmann | Ludwigshafener Ruderverein (GER) Ernst Felle Otto Fickeisen Carl Lehle Hermann Wilker Franz Kröwerath | [ 80 ]        |
| Ósemka | Vesper Boat Club (USA) William Carr Harry DeBaecke John Exley John Geiger Edwin Hedley James Juvenal Roscoe Lockwood Edward Marsh Louis Abell | Royal Club Nautique de Gand (BEL) Jules De Bisschop Prosper Bruggeman Oscar Dessomville Oscar De Cock Maurice Hemelsoet Marcel Van Crombrugge Frank Odberg Maurits Verdonck Rodolphe Poma | Minerva Amsterdam (NED) François Brandt Johannes van Dijk Roelof Klein Ruurd Leegstra Walter Middelberg Hendrik Offerhaus Walter Thijssen Henricus Tromp Hermanus Brockmann | [ 81 ]        |
| Żeglarstwo | | | |               |
| 0 – 0,5 tony | Baby (FRA) Pierre Gervais nieznana załoga | Quand-Même (FRA) Textier I Textier II Jean Charcot Robert Linzeler | Sarcelle (FRA) Léon Tellier Gaston Cailleux | [ 82 ]        |
| 0 – 0,5 tony | Fantlet (FRA) Emile Sacré nieznana załoga | Quand-Même (FRA) Textier I Textier II Jean Charcot Robert Linzeler | Baby (FRA) Pierre Gervais nieznana załoga | [ 82 ]        |
| 0,5 – 1 tony | Scotia (GBR) Lorne Currie John H. Gretton Linton Hope Algernon Maudslay | Crabe II (FRA) Jacques Baudier F. Marcotte William Martin Jules Valton Jean Le Bret | Scamasaxe (FRA) E. Michelet F. Michelet Marcel Meran | [ 83 ]        |
| 1 – 2 tony | Lérina (SUI) Hermann de Pourtalès Hélène de Pourtalès Bernard de Pourtalès | Marthe (FRA) F. Vilamitjana Auguste Albert Duval Charles Hugo | Nina-Claire (FRA) Jacques Baudier Lucien Baudier Mantois Dusbosq Edouard Mantois | [ 84 ]        |
| 1 – 2 tony | Aschenbrödel (GER) Paul Wiesner George Naue Heinrich Peters Ottokar Weise | Lérina (SUI) Hermann de Pourtalès Hélène de Pourtalès Bernard de Pourtalès | Marthe (FRA) F. Vilamitjana Auguste Albert Duval Charles Hugo | [ 84 ]        |
| 2 – 3 tony | Ollé (ZZX) Edward William Exshaw (GBR) Frédéric Blanchy (FRA) Jacques Le Lavasseur (FRA) | Favorite (FRA) Susse Doucet Godinet Mialare | Gwendoline (FRA) Ferdinand Schlatter De Cottignon Emile Jean-Fontaine | [ 85 ]        |
| 2 – 3 tony | Ollé (ZZX) Edward William Exshaw (GBR) Frédéric Blanchy (FRA) Jacques Le Lavasseur (FRA) | Favorite (FRA) Susse Doucet Godinet Mialare | Mignon (FRA) Auguste Donny nieznana załoga | [ 85 ]        |
| 3 – 10 ton | Bona Fide (GBR) John Howard Taylor Edward Hore Harry Jefferson | Gitana (FRA) Maurice Gufflet A. Dubos J. Dubos Robert Gufflet Charly Guiraist | Frimousse (USA) H. Mac Henry nieznana załoga | [ 86 ]        |
| 10 – 20 ton | Estérel (FRA) Émile Billard Paul Perquer | Quand-même (FRA) Jean Decazes nieznana załoga | Laurea (GBR) Edward Hore nieznana załoga | [ 87 ]        |
| Open | Scotia (GBR) Lorne Currie John H. Gretton Linton Hope Algernon Maudslay | Aschenbrödel (GER) Paul Wiesner George Naue Heinrich Peters Ottokar Weise | Turquoise (FRA) E. Michelet F. Michelet | [ 88 ]        |
| W bazie medalistów olimpijskich Międzynarodowego Komitetu Olimpijskiego nie znajdują się żadne nazwiska w kategoriach 0 – 0,5 tony, 1 – 2 tony oraz 2 – 3 tony. | | | |               |

## Multimedaliści
Lista zawiera zawodników, którzy zdobyli na Letnich Igrzyskach Olimpijskich 1900 minimum 3 medale.
| Zawodnik                   | Złoto | Srebro | Brąz | Razem |
| -------------------------- | ----- | ------ | ---- | ----- |
| Alvin Kraenzlein (USA)     | 4     | 0      | 0    | 4     |
| Konrad Stäheli (SUI)       | 3     | 0      | 1    | 4     |
| Ray Ewry (USA)             | 3     | 0      | 0    | 3     |
| John Arthur Jarvis (GBR)   | 3     | 0      | 0    | 3     |
| Irving Baxter (USA)        | 2     | 3      | 0    | 5     |
| Walter Tewksbury (USA)     | 2     | 2      | 1    | 5     |
| Charles Bennett (GBR)      | 2     | 1      | 0    | 3     |
| Emil Kellenberger (SUI)    | 2     | 1      | 0    | 3     |
| Hubert Van Innis (BEL)     | 2     | 1      | 0    | 3     |
| Lawrence Doherty (GBR)     | 2     | 0      | 1    | 3     |
| Achille Paroche (FRA)      | 1     | 2      | 1    | 4     |
| Hermanus Brockmann (NED)   | 1     | 1      | 1    | 3     |
| Sidney Robinson (GBR)      | 1     | 1      | 1    | 3     |
| Stanley Rowley (AUS)       | 1     | 0      | 3    | 4     |
| Anders Peter Nielsen (DEN) | 0     | 3      | 0    | 3     |
| Ole Østmo (NOR)            | 0     | 2      | 2    | 4     |
| Zoltán Halmay (HUN)        | 0     | 2      | 1    | 3     |
| Harold Mahony (GBR)        | 0     | 2      | 1    | 3     |
| Léon Moreaux (FRA)         | 0     | 2      | 1    | 3     |
| Louis Martin (FRA)         | 0     | 0      | 3    | 3     |